# 羅伯特娛樂
羅伯特娛樂是一個遊戲公司，由全效工作室的成員在全效工作室被微軟解散後所組成的，其他的成員也組成了營火工作室（Bonfire Studios）。羅伯特娛樂人須負責維護星環戰役直到2010年2月28日微軟遊戲工作室完全控制遊戲服務與更新時。在2011年1月，微軟遊戲工作室接管了世紀帝國三的更新與服務。

## 歷史
- 2010年7月10日，公司宣布他們正在製作兩款遊戲，微軟遊戲工作室公布了第一個遊戲是即時戰略遊戲，類似世紀帝國系列。
- 2010年8月17日，公司宣布新遊戲世紀帝國Online。這個新遊戲有卡通風格的特色，羅伯特娛樂承諾會提供遊玩深度給愛好者而不會讓任何愛好者想離開這系列。

## 遊戲
| 名称            | 类型                     | 发布日期 |
| --------------- | ------------------------ | -------- |
| 世紀帝國Online  | 即时战略游戏             | 2011     |
| 兽人必须死      | 动作游戏、塔防游戏       | 2011     |
| Hero Academy    | 回合制策略游戏           | 2012     |
| 兽人必须死2     | 动作游戏、塔防游戏       | 2012     |
| Echo Prime      | 动作RPG                  | 2013     |
| 兽人必须死 解放 | 动作游戏、塔防游戏、MOBA | 2016     |